# کریس بنوا
کریس بنوا (به انگلیسی: Chris Benoit) کشتی‌گیر حرفه‌ای کانادایی - آمریکایی بود.
(٢١ مه ۱۹۶۷ – ۲۴ ژوئن ۲۰۰۷)او در شهر مونترال در استان کبک کانادا زاده شد که در ۱۲ سالگی به شهر ادمونتون در استان آلبرتا سفر کرد و بعد در شهر آتلانتا واقع در ایالت جورجیای آمریکا ساکن شد.
همسر او ننسی داس (به انگلیسی: Nancy Daus) نام بود که خود او هم‌زمانی با نام Woman مربی گری می‌کرد. کریس بنوا همچنین یک فرزند پسر هم داشت. او در سال ۱۹۸۵ در شهر کالگری واقع در استان آلبرتا کانادا به عرصه کشتی حرفه‌ای قدم نهاد.
از لقب‌های او Pegasus Kid(در ژاپن)،Wild Pegasus در (NJPW) و Canadian Cripplerمی‌باشد.
و از فینیشرهای او می‌توان Crippler Crossface و The Sharpshooter را نام برد.
ضربات مورد علاقه او:
Rolling German Suplex - Dragon Suplex - Diving Headbutt - Snap Suplex - Open Hand Chop - Release German Suplex - Bridging German Suplex - Hooking Clothesline - Super Powerbomb - Wild Bomb - Top - Backdrop Suplex - Gutwrench Suplex - Super Tombstone Piledriver می‌باشند.

## آغاز حرفه

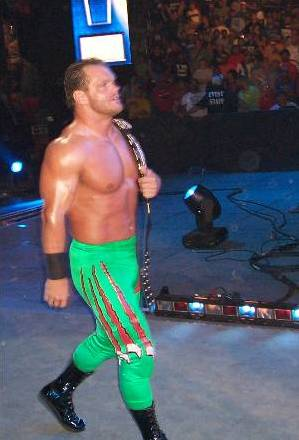
کریس بنوا در سال 2007

بنوا در سال ۱۹۶۷ در شهر کبک، مونترال به دنیا آمد.
او در سن ۱۲ سالگی به آلبرتا، ادمونتون سفر کرد و در آنجا زندگی کرد.
بنوا زمانی که به ادمونتون رفت تمام هفته را کار می‌کرد و مجبور بود تا مسافت نسبتاً زیادی را از ادمونتون تا کالگری (جایی که در آنجا به باشگاه می‌رفت) طی کند که بیشتر وقتش را پر می‌کرد.
پس از ۶ ماه بنوا به باشگاه کشتی کج که Stampede نام داشت رفت و مالک آن باشگاه که شخصی به نام Stu Hart بود. بنوا تمرینات خود را زیر نظر این شخص آغاز کرد.

## بنوا درکانادا،ژاپنومکزیک
بنوا تمریناتش را به مدت یک سال کامل قبل از اینکه به باشگاه سابقش یعنی Stampede بازگردد در ژاپن آغاز کرد، او در ژاپن و مکزیک با نام Pegasus Kid شناخته شد.
او در سال ۱۹۸۸ با Great Gama بر سر کمربند سنگین‌وزن Stampede Mid مسابقه داد که او موفق شد تا رقیب خود را مغلوب کند و کمربند را از آن خود کند. بنوا پیش از بدست آوردن این کمربند دو بار موفق شده بود تا کمربند تگ تیم باشگاه Stampede را بدست آورد.
در چهارم ژوئیه سال ۱۹۸۹ بنوا در حالی که با Davey Boy Smith و Jason the Terrible در جسپر، آلبرتا در حال رانندگی بود دچار تصادف شدند که این امر باعث شد تا بنوا مدتی از دنیای کشتی کج دور باشد البته بنوا در این تصادف آسیب جدی ندید و بیشترین آسیب را Davey Boy Smith دید که استخوان‌های مهره‌اش نیاز به صد بخیه داشت.
کریس بنوا در سال ۱۹۹۰ بار دیگر به دنیای کشتی کج بازگشت و در اولین اقدام موفق شد تا با شکست دادن Jushin Liger کمربند سنگین‌وزن IWGP را از آن خود کند
همچنین بنوا در سوم مارس سال ۱۹۹۱ موفق شد تا با شکست دادن Valliano III کمربند UWA World Light-Heavyweight را در مکزیک بدست آورد.

## بنوا در WCW
بنوا در ژوئن سال ۱۹۹۲ وارد WCW شد و آغاز کارش در مسابقه Clash of the Champions ۱۹ بود، در این مسابقه که به صورت تگ تیم بود بنوا و همراهش Beef Wellington در مقابل Jushin Liger و Brian Pillman شکست خوردند. در سال ۱۹۹۳ در SuperBrawl III بنوا اینبار در مقابل Cold Scorpio شکست خورد.

## بنوا در ECW
کریس بنوا برای مدتی وارد ECW شد و در مسابقه بسیار سنگینی مقابل سابو قرار گرفت که در این مسابقه گردن سابو صدمه جدی دید.
بنوا پس از مدتی توانست تا به همراهی Dean Malenko کمربند تگ تیم ECW را بدست آورد. بنوا تا مدتی در ECW بود و بعدها بار دیگر به ژاپن بازگشت.

## بنوا در WCW (دومین بار)

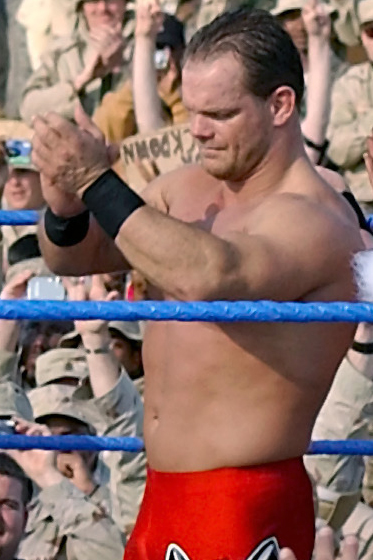
کریس بنوا در اردوگاه ویکتوری سربازان آمریکایی بغداد، عراق

در سال ۱۹۹۶ کریس بنوا به همراه دوست بسیار صمیمی‌اش ادی گررو بار دیگر مورد توجه WCW قرار گرفت که اینبار WCW قراردادی طولانی با این دو سوپراستار امضا کرد. در همان سال بنوا وارد گروهی تحت عنوان The Four Horsemen شد که این گروه، گروه بسیار با سابقه‌ای بود که افراد زیادی در آن عضو بوده‌اند.
مدتی بعد درگیری‌های بنوا با Kevin Sullivan آغاز شد که این درگیری شدت بسیار بالایی داشت و حتی اثرهایی بر زندگی واقعی Kevin Sullivan گذاشت که باعث شد تا همسر او Woman از او جدا شده و با بنوا ازدواج کند.
درگیری Kevin Sullivan با کریس بنوا تا Great American Bash سال ۱۹۹۶ ادامه داشت و در این PPV که مسابقه به صورت BRUTAL Falls Count Anywhere بود بنوا پیروز از میدان نبرد خارج شد، درگیری این دو بار دیگر ادامه داشت که باعث شد تا این دو چندین بار با یکدیگر مسابقه دهند ولی نتیجه این دشمنی پیروزی بنوا بود.
در سال ۱۹۹۶ در Fall Brawl کریس بنوا در مقابل کریس جریکو قرار گرفت که بنوا برتر بود و موفق شد تا جریکو را شکست دهد.
همان‌طور که گفته شد بنوا در چند PPV مختلف (۳ یا ۴ تا) با Kevin Sullivan مسابقه داد که از ۳–۴ مسابقه ۲–۳ مسابقه را بنوا پیروز شد.
در Fall Brawl سال ۱۹۹۷، بنوا در یک مسابقه War Games به گروه Horsemen پیوست و در مقابل گروه پرقدرت nWo قرار گرفت که نتیجه به سود گروه nWo به پایان رسید.
در سال ۱۹۹۸ بنوا سالش را با تلاش برای کسب کمربند US که صاحبش Diamond Dallas بود آغاز کرد که با او در دو PPV مختلف مسابقه داد اما در دو مسابقه بنوا مغلوب بود و نتوانست تا این کمربند را به افتخارات خود اضافه کند.
بعد از آن بنوا به سراغ قهرمانی TV / TV Champ رفت که برای رسیدن به این قهرمانی مجبور به مقابله با بوکرتی بود و با او در Great American Bash سال ۱۹۹۸ مسابقه داد که اینبار هم کاری از کار پیش نبرد و مسابقه را به بوکرتی واگذار کرد (اما بالاخره موفق شد تا بوکرتی را شکست دهد و قهرمانی TV را تجربه کند).
در سپتامبر سال ۱۹۹۸ ریک فلیر به کمپانی بازگشت و بار دیگر به گروه Horsemen افزوده شد. در این زمان افراد این گروه کریس بنوا، Malenko, استیو مک‌مایکل و ریک فلیر بودند.
در Superbrawl سال ۱۹۹۹ تیم Curt Hennig و Barry Windham موفق شدند تا بنوا و Dean Malenko را شکست داده و کمربند تگ تیم را بدست آورند.
مدتی بعد یعنی در چهاردهم مارس سال ۱۹۹۹ بار دیگر بنوا و Malenko موفق شدند تا کمربند را از Curt Hennig و Barry Windham پس بگیرند.
مدتی بعد بنوا و Malenko که قهرمان کمربند تگ تیم بودند کمربند را به Raven/Saturn واگذار کردند
در ۹ آگوست سال ۱۹۹۹ بنوا موفق شد تا کمربند US را از دیوید فلیر بگیرد و قهرمانی US را به افتخارات خود بیفزاید.
پنج روز بعد Diamond Dallas Page تلاش خود را برای بدست آوردن کمربند US امتحان کرد اما بنوا از قهرمانی Dallas Page جلوگیری کرد، هرچند که در Fall Brawl سال ۱۹۹۹ بنوا این کمربند را به Sid Vicious واگذار کرد.
دقیقاً فردای Fall Brawl بنوا موفق شد تا Rick Stiener را شکست دهد و Television Champion شود
حدود یک ماه بعد بنوا با شکست دادن Scott Hall موفق شد تا کمربند US را پیروز شود اما دو روز بعد کمربند را به جف جارت واگذار کرد.
در سال ۲۰۰۰ در ماه ژانویه کریس بنوا توانست تا بزرگترین افتخار خود را کسب کند، او با شکست دادن سید موفق شد تا قهرمانی جهان را از آن خود کند.

## کریس بنوا در WWF
کریس بنوا وارد WWF شد و در اولین مسابقه مهیج خود در Wrestlemania سال ۲۰۰۰ موفق شد تا کرت انگل و کریس جریکو را شکست دهد و قهرمانی بین قاره‌ای را از ان خود کند.
بعد از این مسابقه درگیری‌های جریکو و بنوا آغاز شد که این درگیری همچنان تا ۲۸ روز بعد از رسلمنیا یعنی در Backlash ۲۰۰۰ ادامه داشت، در این مسابقه بنوا به صورت DQ پیروز شد و کمربند بین قاره‌ای را همچنان در دستان خود نگه داشت اما این پایان درگیری این دو نبود، در PPV بعد که Judgement Day سال ۲۰۰۰ بود بنوا بار دیگر مقابل رقیب خود یعنی جریکو قرار گرفت که این مسابقه به صورت ساب‌میشن بود و نکته جالب مسابقه این بود که جریکو و بنوا هر دو استاد ضربات ساب‌میشن بودند، به هر حال بنوا بار دیگر موفق شد تا جریکو را مغلوب خود کند و جریکو از به دست گرفتن کمربند بین قاره‌ای ناکام بماند. اما در ۲۱ ژوئن بالاخره کریس بنوا کمربند بین قاره‌ای را به ریکیشی باخت.
وقتی که بنوا کمربند بین قاره‌ای را از دست داد دیگر به سراغ این کمربند نرفت و به سراغ کمربند اصلی یعنی کمربند سنگین‌وزن WWF رفت که در آن زمان راک قهرمانی این کمربند را بر عهده داشت، بنوا در Fully Loaded سال ۲۰۰۰ به مصاف راک رفت و در مقابل او شکست خورد. جریکو رقیب دیرینه بنوا بار دیگر به سراغ بنوا رفت تا او را شکست دهد و سرانجام او را در Summerslam سال ۲۰۰۰ شکست داد. بنوا در این PPV مقابل جریکو در یک مسابقه ۲/۳ falls قرار گرفت، جالب بود که اینبار هم جریکو مسابقه را واگذار کرد.
در Unforgiven سال ۲۰۰۰ راک بار دیگر با بنوا مسابقه داد. اما طرف حساب بنوا فقط راک نبود بلکه آندرتیکر و کین هم به صحنه نبرد افزوده شدند، سرانجام در این میدان که نبرد میان قویترین‌ها بود راک پیروز شد (مسابقه بر سر کمربند WWF بود).
بعد از این موضوع بنوا با دو سوپراستار قوی یعنی تریپل ایچ و آندرتیکر در دو PPV مختلف مسابقه داد که در هر دو مسابقه شکست خورد.
در Armageddon سال ۲۰۰۰ بنوا بار دیگر کمربند بین قاره‌ای را با شکست دادن Billy Gunn از ان خود کرد اما در Royal Rumble سال ۲۰۰۱ کمربند را به کریس جریکو باخت.
در ادامه بنوا درگیری طولانی مدتش با کرت انگل شروع شد که این دو در سه PPV مختلف مسابقه دادند که دو فعه را کورت و یک بار هم بنوا پیروز شد، در شب Judgement سال ۲۰۰۱ با این حال که بنوا مقابل کرت قرار گرفته بود اما در قالب یک تگ تیم با جریکو موفق شدند تا کمربند تگ تیم را کسب کنند.
در سال ۲۰۰۱ که RAW در Calgary (جایی که بنوا حرفه‌اش را آغاز کرد) در یک مسابقه به یاد ماندنی استون کلد موفق شد تا بنوا را شکست دهد.
در King of the Ring سال ۲۰۰۱ استون کلد موفق شد تا بنوا و جریکو را شکست دهد و کمربند WWF را با خود از میدان نبرد به بیرون ببرد.
بنوا بخاطر مسابقه‌ای که با جریکو و استون کلد داشت از ناحیه گردن آسیب دید و مدتی از صحنه دور شد.

## WWERAW
بنوا پس از اینکه توسط دکترش Dr. Youngblood معالجه شد به کشتی کج بازگشت وقتی که بازگشت با دو باشگاه متفاوت RAW و Smackdown مواجه شد که در ابتدا وارد RAW شد.
در ۲۵ مارس سال ۲۰۰۲ بنوا توسط وینس مک‌من به اسمکدان فرستاده شد اما بنوا تا مدتی می‌توانست تا در RAW باشد، در این مدتی که بنوا در RAW بود موفق شد تا کمربند بین قاره‌ای را از RVD بگیرد و بار دیگر قهرمان این کمربند شود.

## WWESmackdown
در ۱ آگوست سال ۲۰۰۲ بنوا وارد اسمکدان شد.
در SummerSlam سال ۲۰۰۲ بنوا در مقابل RVD بار دیگر بر سر کمربند بین قاره‌ای قرار گرفت که اینبار بنوا شکست خورد و کمربند خود را از دست داد.
او مسابقات زیادی را انجام داد و می‌توان به مهم‌ترین مسابقه او در Unforgiven سال ۲۰۰۲ اشاره کرد که در مقابل کرت انگل قرار گرفت و مسابقه به یاد ماندنی دیگری از خود بجا گذاشت که در این مسابقه توانست کرت را شکست دهد.
در Armageddon سال ۲۰۰۲ بنوا در مقابل دوست صمیمی خود یعنی ادی گررو قرار گرفت و موفق شد تا او را شکست دهد و کمربند Undisputed را از ان خود کند.
در ۱۹ دسامبر در اسمکدان بنوا موفق شد تا بیگ شو را شکست دهد و مجوز مسابقه با کرت انگل، دارنده کمربند WWE را کسب کند.
پس از چند هفته درگیری بین انگل و بنوا، PPV ای که قرار بود انگل در مقابل بنوا قرار بگیرد فرا رسید، یعنی Royal Rumble سال ۲۰۰۳ که در این مسابقه انگل پیروز شد و همچنان کمربند را در دستان خود نگه داشت.
درگیری بنوا و کرت انگل تا No Way Out سال ۲۰۰۳ ادامه داشت که در این PPV کرت و بنوا در قالب تگ تیم مقابل هم قرار گرفتند که بنوا با براک لزنر همراه بود و به صورت هندی‌کپ مقابل تیم انگل قرار می‌گرفت که در این مسابقه بنوا و لزنر پیروز شدند، اما باز هم این پایان کار نبود، درگیری بنوا و کرت تا Wrestlemania ۱۹ هم ادامه داشت.
در Wrestlemania ۱۹ که در ۳۰ مارس برگزار شد اینبار تیم انگل موفق شد تا گروه‌های Los Guerreros و راینو/بنوا را شکست دهند تا کمربند تگ تیم خود را حفظ کنند.
در هفته‌های بعد اسمکدان، تورنومنتی برای نفر اول قهرمانی برگزار شد که بنوا در دو هفته متوالی مقابل A-Train و راینو قرار گرفت که در دو مسابقه هم پیروز شد اما در فینال این تورنومنت توسط جان سینا شکست خورد.
بعد از چند هفته بار دیگر تورنومنتی برای کمربند US که قهرمانش ادی گررو بود برگزار شد که اینبار بنوا با شکست دادن راینو و مت هاردی موفق شد تا به فینال دست یابد و در Vengeance سال ۲۰۰۳ در مقابل ادی قرار گیرد.
و اما Vengeance هم فرا رسید و بنوا در مقابل ادی برای کمربند US قرار گرفت که در این مسابقه ادی با کمک راینو موفق شد تا بنوا را شکست دهد و کمربند خود را حفظ کند. در Summerslam سال ۲۰۰۳ هر سه مدعی کمربند US در مقابل ادی قرار گرفتند که ادی بار دیگر موفق شد تا بنوا، راینو و تاجیری را شکست دهد و همچنان کمربند را حفظ کند.
بعد از این موضوع درگیری‌های بنوا با A-Train آغاز شد که در No Mercy سال ۲۰۰۳ با یکدیگر مسابقه دادند که بنوا پیروز شد.
بنوا بعد از این مسابقات مهمی نداشت تا اینکه Royal Rumble سال ۲۰۰۴ زمان اوج بنوا بود چون او موفق شد تا آخرین مرد بازمانده در مسابقه رویال رامبل باشد تا مجوز مسابقه با قهرمان سنگین‌وزن در رسلمنیا را کسب کند.
بعد از پیروزی بنوا در رویال رامبل او تصمیم گرفت که به راء و به سراغ صاحب کمربند سنگین‌وزن یعنی تریپل ایچ برود. در این مدت بنوا در مقابل اعضای گروه اوولوشن قرار گرفت که در این هین با شان مایکل هم درگیر شد و این باعث شد که در Wrestlemania XX شاهد یک مسابقه سه نفره بین شان مایکل، بنوا و تریپل ایچ باشیم. سپس رستلمنیا فرا رسید و بنوا موفق شد تا مایکل و تریپل اچ را شکست دهد و کمربند سنگین‌وزن را از ان خود کند که بعد از مسابقه قهرمان کمربند WWE، یعنی ادی هم وارد رینگ شد و دو قهرمان جهان دست پیروزی را بالا بردند.
در Backlash سال ۲۰۰۴ بار دیگر مسابقه رسلمنیا تکرار شد که باز هم بنوا تریپل ایچ و شان مایکل را شکست داد.
در Bad Blood سال ۲۰۰۴ اینبار کین به سراغ بنوا آمد که بنوا بار دیگر از میدان موفق خارج شد.
اما Summerslam سال ۲۰۰۴ پایان قهرمانی بنوا بود که رندی اورتن با کسب کمربند سنگین‌وزن توانست عنوان جوانترین قهرمان جهان را از آن خود کند.
بنوا بعد از سامراسلم چندین بار سعی کرد تا کمربند را بار دیگر بدست آورد اما دیگر نتوانست.
در Wrestlemania ۲۱ بنوا در مسابه money in the bank قرار گرفت که آنجا هم شکست خورد (شکست او بیشتر بخاطر اج بود). بعد از رسلمنیا بنوا بر سر اختلافاتی که در Ladder Match /Money In The Bank با اج داشت با او درگیر شد که این درگیری تا Backlash سال ۲۰۰۵ و مسابقه Last Man Standing ادامه داشت که در این PPV اج با ناجوانمردی پیروز شد.
بعد از شکست بنوا در تورنومنت Gold Rush توسط کین، او در ۹ ژوئن به اسمکدان بازگشت.

## بازگشت به اسمکدان! (۲۰۰۵–۲۰۰۶)
در تاریخ نهم ژوئن بنوا به اسمکدان انتقال یافت و در اولین مسابقه‌اش در مقابل JBL به صورت NO CONTEST به پایان رسید. سه روز بعد یعنی در تاریخ ۱۲ ژوئن بنوا در ECW One Night Stand موفق شد تا ادی را شکست دهد، اما مسابقه حساس دیگر بنوا در ۳۰ ژوئن بود که او باید در یک مسابقه شش نفره برای کمربند اسمکدان (بعد از رفتن جان سینا از اسمکدان و بی کمربند شدن اسمکدان) در مقابل جی‌بی‌ال، بوکرتی، کریستن، محمد حسن، آندرتیکر قرار گرفت که بنوا در این مسابقه مغلوب شد و جی‌بی‌ال از این امتحان سخت پیروز بیرون آمد که بعد از پیروزی لانگ به رینگ آمد و گفت که باتیستا به اسمکدان می‌آید و بنابراین کمربند سنگین‌وزن به اسمکدان خواهد آمد.
هفته بعد بنوا موفق شد تا بوکرتی را شکست دهد و عنوان نفر اول قهرمانی برای کمربند US را کسب کند و در Great American Bash با اورلاندو جوردن مسابقه دهد و اما در Great American Bash بنوا در مقابل اورلاندو شکست خورد و موفق به کسب کمربند US نشد. اما قاطعیت بنوا باعث شد تا بار دیگر به سراغ اورلاندو برود و او را برای مبارزه در سامراسلم ۲۰۰۵ دعوت کند. در ۱۸ آگوست که دقیقاً سه روز تا سامراسلم فاصله داشت بنوا مقابل رندی اورتن قرار گرفت که اورلاندو در مسابقه دخالت کرد و باعث شد تا رندی به بنوا RKO زده و او را پین کند. سامراسلم فرا رسید و بنوا فقط در عرض ۲۵ ثانیه موفق شد تا کمربند US را از اورلاندو بگیرد.
اورلاندو چند بار سعی کرد تا بار دیگر کمربند را از بنوا پس بگیرد اما در اولین مسابقه اورلاندو با بنوا، اورلاندو در ۲۳ ثانیه، در دومین مسابقه در ۲۲ ثانیه و در آخرین مسابقه اش با بنوا در عرض ۴۳ ثانیه شکست خورد. به مرور زمان کریستن و بوکرتی هم به این درگیری اضافه شدند و این باعث شد تا در No Mercy سال ۲۰۰۵ یک مسابقه چهار نفره بین بنوا، بوکرتی، کریستن و اورلاندو برگزار شود ولی باز هم این بنوا بود که از بین این سه مدعی پیروز شد.
در ۲۱ اکتبر در اسمکدان بوکرتی بار دیگر بر سر کمربند US با بنوا مسابقه داد که اینبار با ضربه‌ای که شارمل از پشت به بنوا زد باعث شکست بنوا و پیروزی بوکرتی شد. این اتفاق باعث آغاز درگیری جدیدی بین بوکرتی با بنوا شد که بعدها مسابقه این دو به صورت Best of 7 Series درآمد که بنوا موفق شده بود که سه بار پیروز شود و سه بار شکست بخورد که در این صورت او فقط نیاز به یک پیروزی داشت تا کمربند را پیروز شود اما در ۱۳ ژانویه سال ۲۰۰۶ در اسمکدان بود که رندی توانست بنوا را شکست دهد و این امر باعث شد تا بوکرتی در مسابقه Best of 7 Series سرافراز باشد.
سپس Royal Rumble سال ۲۰۰۶ فرا رسید و بنوا به عنوان نفر دوازدهم به رینگ آمد که توسط رندی اورتن از دور مسابقه حذف شد. در ۱۰ فوریه بنوا توانست تا جی‌بی‌ال، مت هاردی و اورلاندو را شکست دهد و برای چندمین بار نفر اول قهرمانی کمربند US را کسب کند و با بوکرتی در No Way Out سال ۲۰۰۶ مسابقه دهد.
No Way Out برگزار شد و بنوا توانست تا بوکرتی را شکست دهد و بار دیگر کمربند US را از ان خود کند.
بعد از بوکرتی جی‌بی‌ال مدعی جدیدی برای کمربند US بود که این درگیری در Saturday Night's Main Event سال ۲۰۰۶ زمانی اوج گرفت که جی‌بی‌ال در مسابقه beer-drinking به استون کلد حقه زد و هنگامی که رینگ را ترک می‌کرد مورد حمله بنوا قرار گرفت و توسط بنوا مجدداً به رینگ بازگشت و یک استانر از استون کلد خورد، پایان این درگیری WrestleMania ۲۲ بود که بنوا در این PPV در مقابل جی‌بی‌ال مغلوب شد و کمربندش را به او واگذار کرد.
در ۲۶ مه بود که در اسمکدان بنوا مقابل مارک هنری قرار گرفت و توسط او مصدوم شد.

## بازگشت بنوا بهWWE

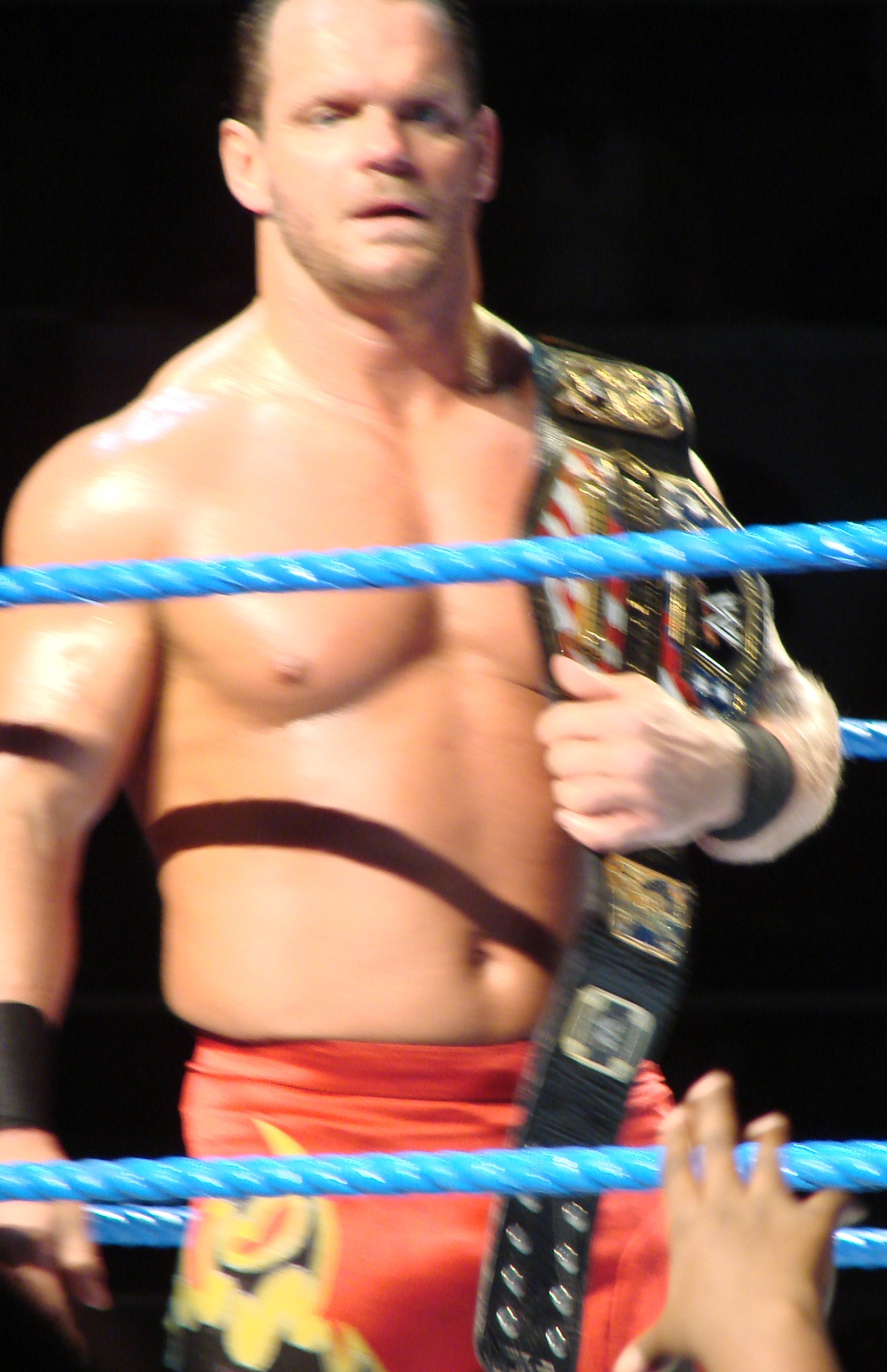
پنج کمبرند سنگین‌وزن بنوا (دوتا در WCW سه تا در WWE) بهترین رکورد د تاریخ کشتی کج است

در No Mercy ۲۰۰۶ بنوا همه را شوکه کرد و به اسمکدان بازگشت که در No Mercy موفق شد تا ویلیام ریگال را شکست دهد. ۱۳ اکتبر در اسمکدان بنوا مقابل مستر کندی قهرمان کمربند US قرار گرفت که با پخش موزیک آندرتیکر و ایستادن آندرتیکر در جلوی راه وردوی، مستر کندی حول شد و مسابقه را به بنوا واگذار کرد و بنوا بار دیگر این کمربند را برای خود کرد (بنوا کلاً موفق شده تا پنج بار کمربند US را از ان خود کند). بعدها بنوا بخاطر مسئله چاوو گررو با ری میستریو وارد نبرد با چاوو شد که آغاز این درگیری در ۲۳ نوابر و دخالت چاوو در مسابقه فینلی با بنوا بود.
چاوو سه بار شانس خود را برای بدست آوردن کمربند US امتحان کرد که بنوا در هر سه بار سرافراز بود. در Royal Rumble سال ۲۰۰۷ بنوا به عنوان نفر هفدهم وارد رینگ شد و توسط گریت کالی از رینگ به بیرون افتاد. او در No Way Out سال ۲۰۰۷ به همراهی هاردی بویز موفق شد تا گروه MNM و MVP رو شکست بدهد و سپس در نهم مارس سال ۲۰۰۷، ام‌وی‌پی برای مسابقه با بنوا بر سر کمربند US برای WrestleMania ۲۳ انتخاب شد.
در رسلمنیا ۲۳ بنوا با موفقیت ام‌وی‌پی را شکست داد و پس از او در بکلش ۲۰۰۷ هم در مقابل ام‌وی‌پی موفق بود، اما در جاجمنت دی بود که بنوا در مسابقه ۲-out-of-3 Falls مقابل ام‌وی‌پی شکست خورد و کمربند خود را از دست داد.

## بنوا در ECW
در راء (درفت لاتاری ۲۰۰۷) بود که بنوا برای رفتن به ECW انتخاب شد و او پس از مدت‌ها بار دیگر به ECW رفت.
به دلیل اینکه لشلی به راء منتقل شده بود برای کمربند ECW مسابقه‌ای را تدارک دیدند که در آن CM Punk یک طرف مسابقه و در طرفی دیگر بنوا بود.
این مسابقه قرار بود تا در ونجنس برگزار شود اما دیگر از بنوا خبری نبود.

## مرگبنوا
بعد از ونجنس بود که خبری مبنی بر قتل بنوا و خانواده اش اعلام شد، اما مدتی بعد پس از تحقیقات پلیس مشخص شد که بنوا پس از کشتن خانواده‌اش خود را به دار آویخته و خودکشی کرده‌است. او در اصل اول همسر خود یعنی نانسی را به قتل رساند و بعد فرزند خود دنیل را را در خواب خفه کرد. کمپانی wwe به‌طور کلی نام بنوا را از لیست خود برای همیشه محو کرد.